# 5897 Novotná
5897 Novotná eller 1984 SZ1 är en asteroid i huvudbältet som upptäcktes den 29 september 1984 av den tjeckiske astronomen Antonín Mrkos vid Kleť-observatoriet i Tjeckien. Den är uppkallad efter den tjeckiska operasångaren Jarmila Novotná-Daubková.
Asteroiden har en diameter på ungefär 5 kilometer och den tillhör asteroidgruppen Astraea.